# Klewenalp
Klewenalp är en bergstopp i Schweiz.   Den ligger i distriktet Nidwalden och kantonen Nidwalden, i den centrala delen av landet, 80 km öster om huvudstaden Bern. Toppen på Klewenalp är 1 599 meter över havet.
Terrängen runt Klewenalp är huvudsakligen bergig, men åt nordväst är den kuperad. Runt Klewenalp är det ganska glesbefolkat, med 47 invånare per kvadratkilometer.. Närmaste större samhälle är Luzern, 17,8 km nordväst om Klewenalp. 
I omgivningarna runt Klewenalp växer i huvudsak blandskog.